# Pieris japonica
Пієріс японський (Pieris japonica) — вид рослин родини вересові.

## Назва
Поширені назви в англійській мові: японська андромеда (англ. Japanese andromeda), кущ-конвалія (англ. lily-of-the-valley bush).

## Будова
Вічнозелений кущ з шкірястими глянсовим листям. Квіти чашоподібні з п'ятьма пелюстками, зібрані у звисаючі китиці. Плід — кругла коробочка.

## Поширення та середовище існування
Росте у Китаї, Тайвані, Японії.

## Отруйність
Листя і нектар дерева смертельно отруйні.

## Практичне використання
Має культурні сорти, що вирощуються як декоративні рослини.

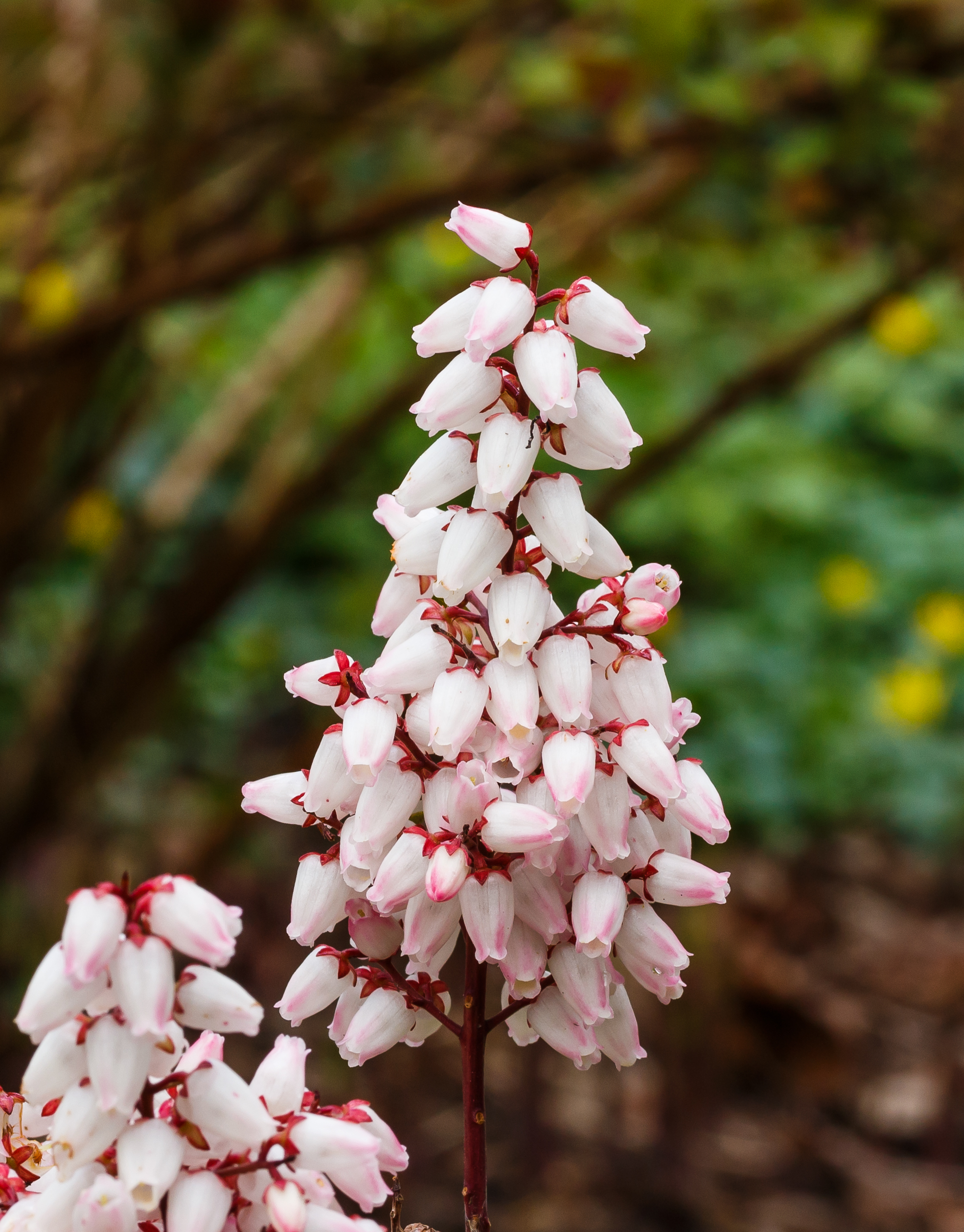
Сорт Bonfire
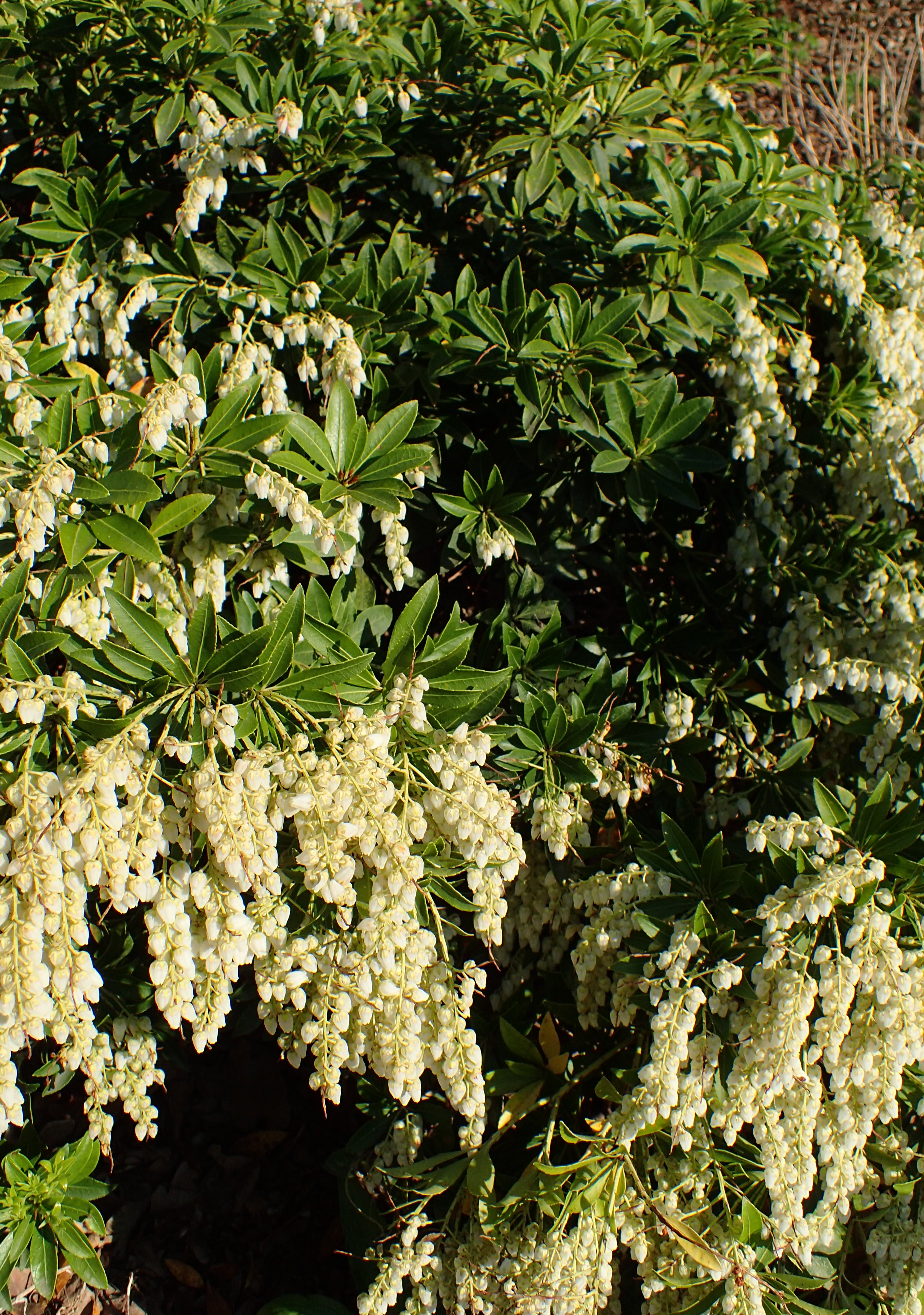
Сорт Fuga
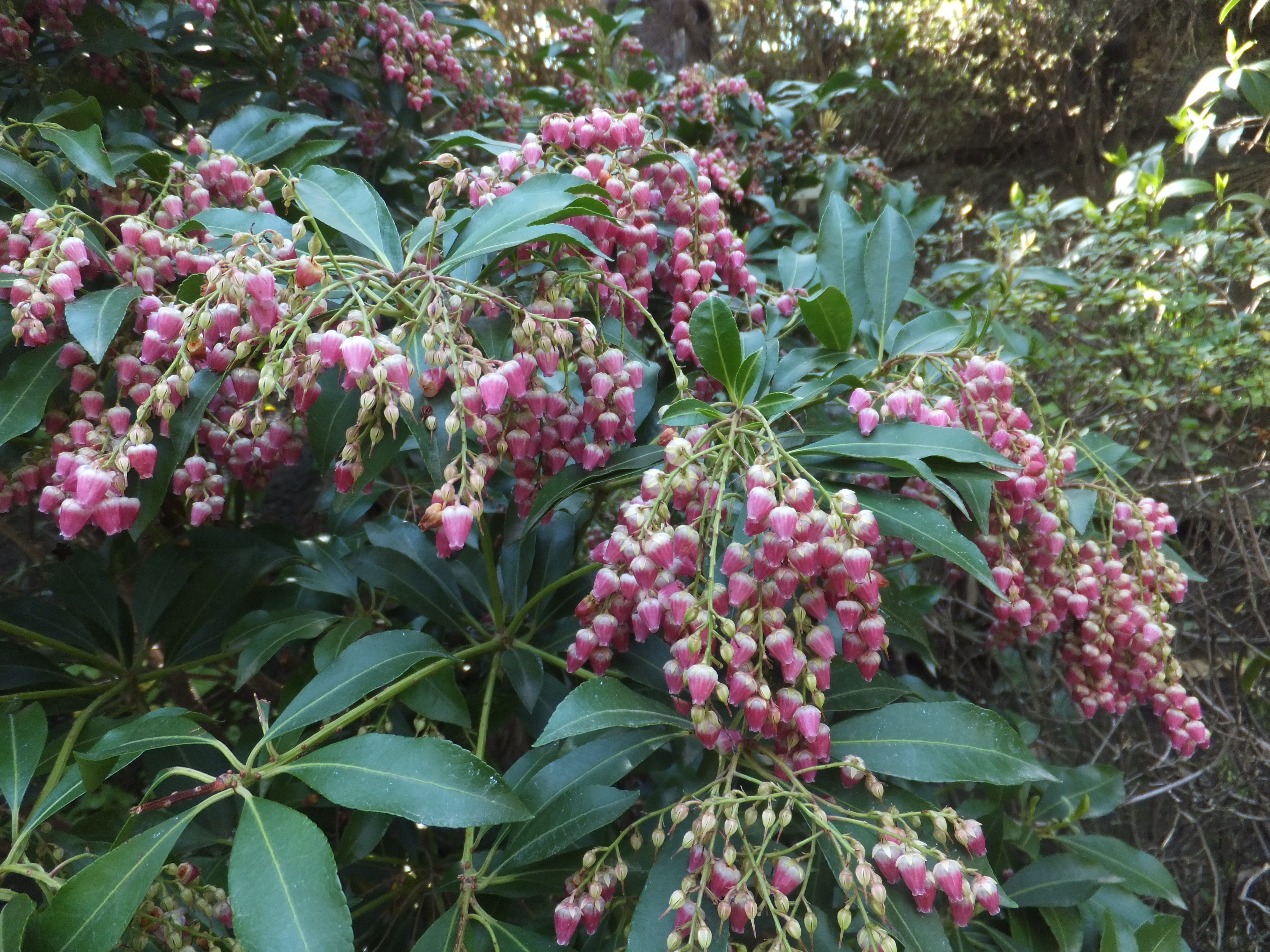
Сорт Valley Valentine
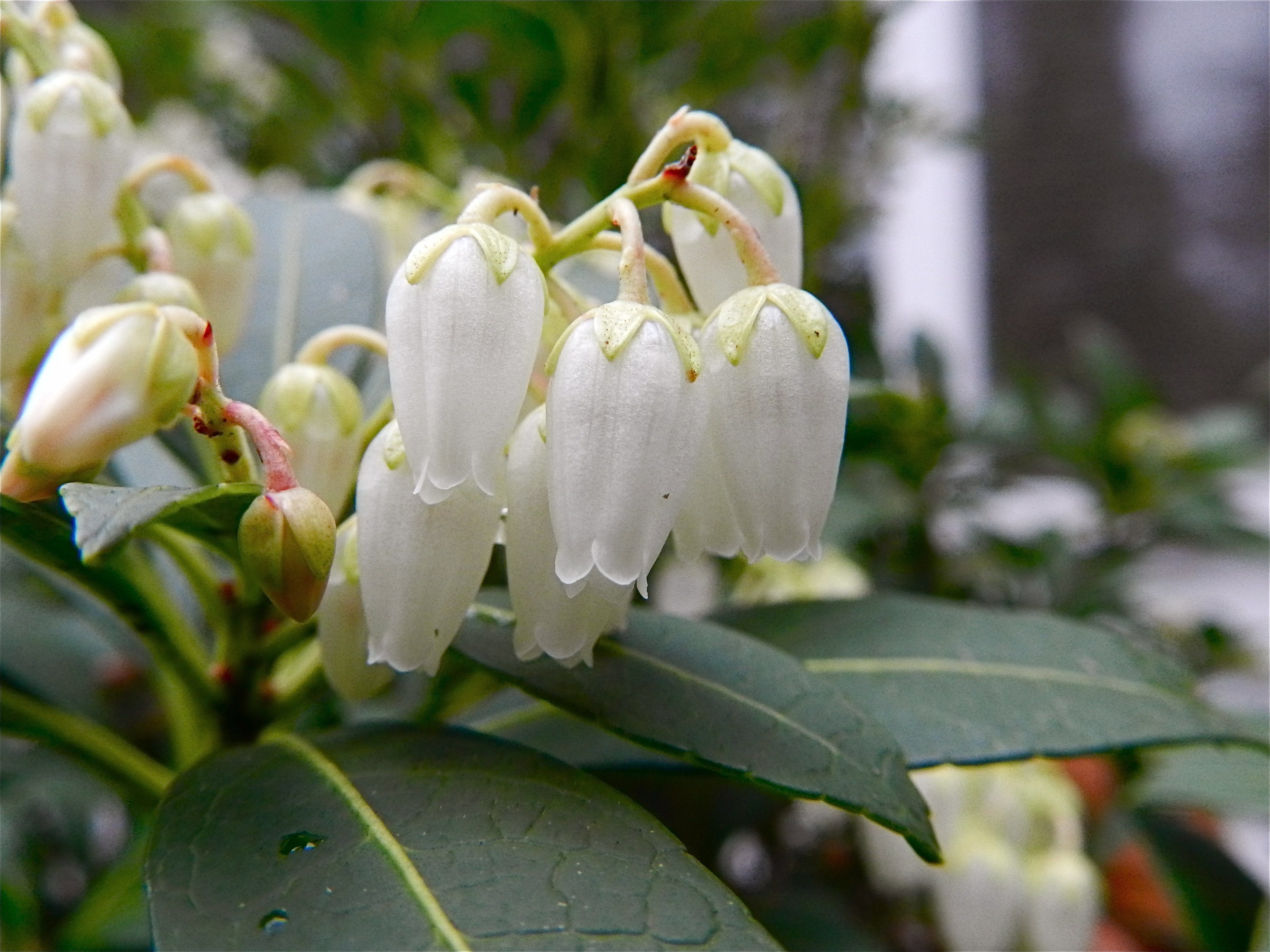
Квіти
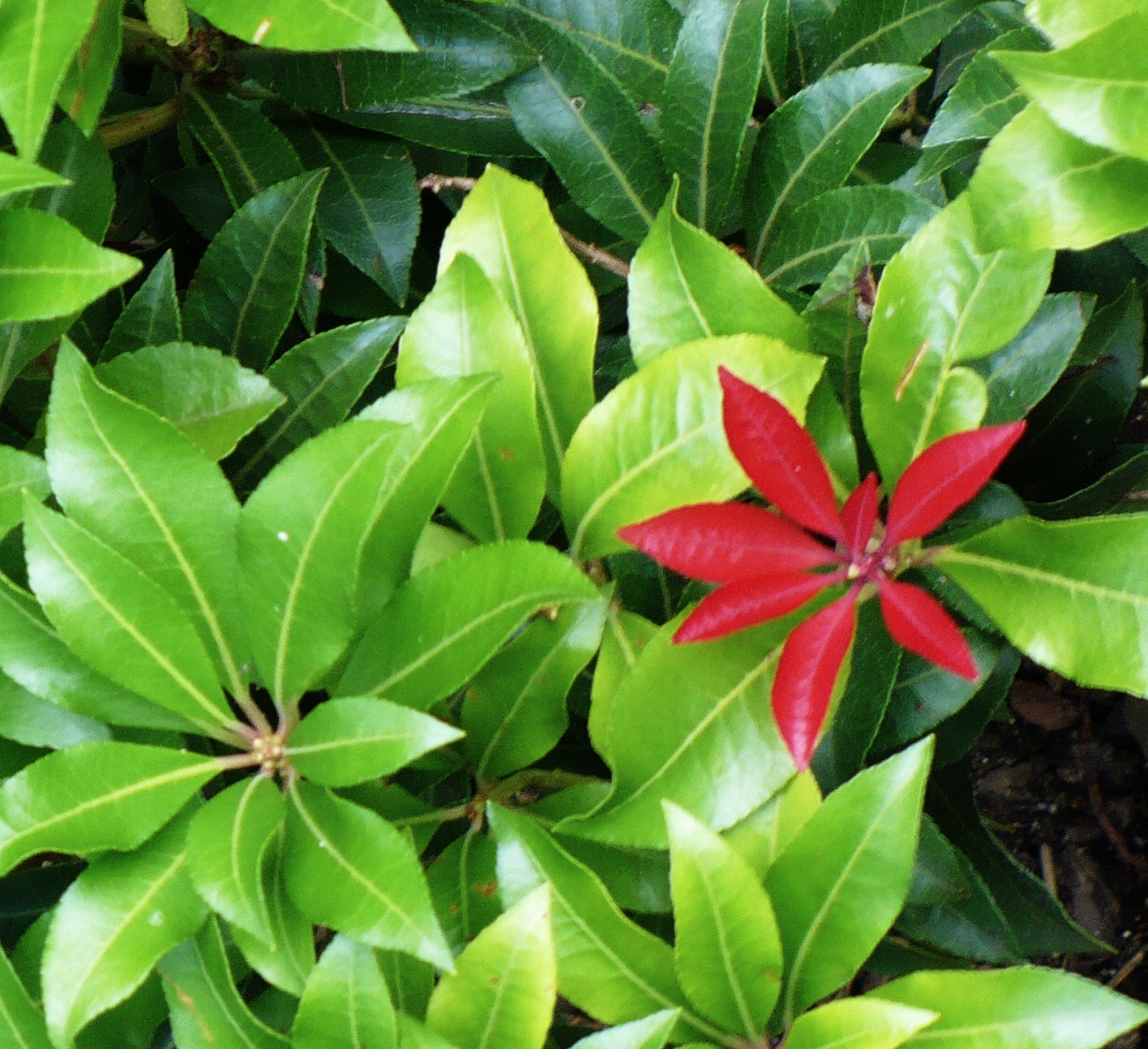
Листя
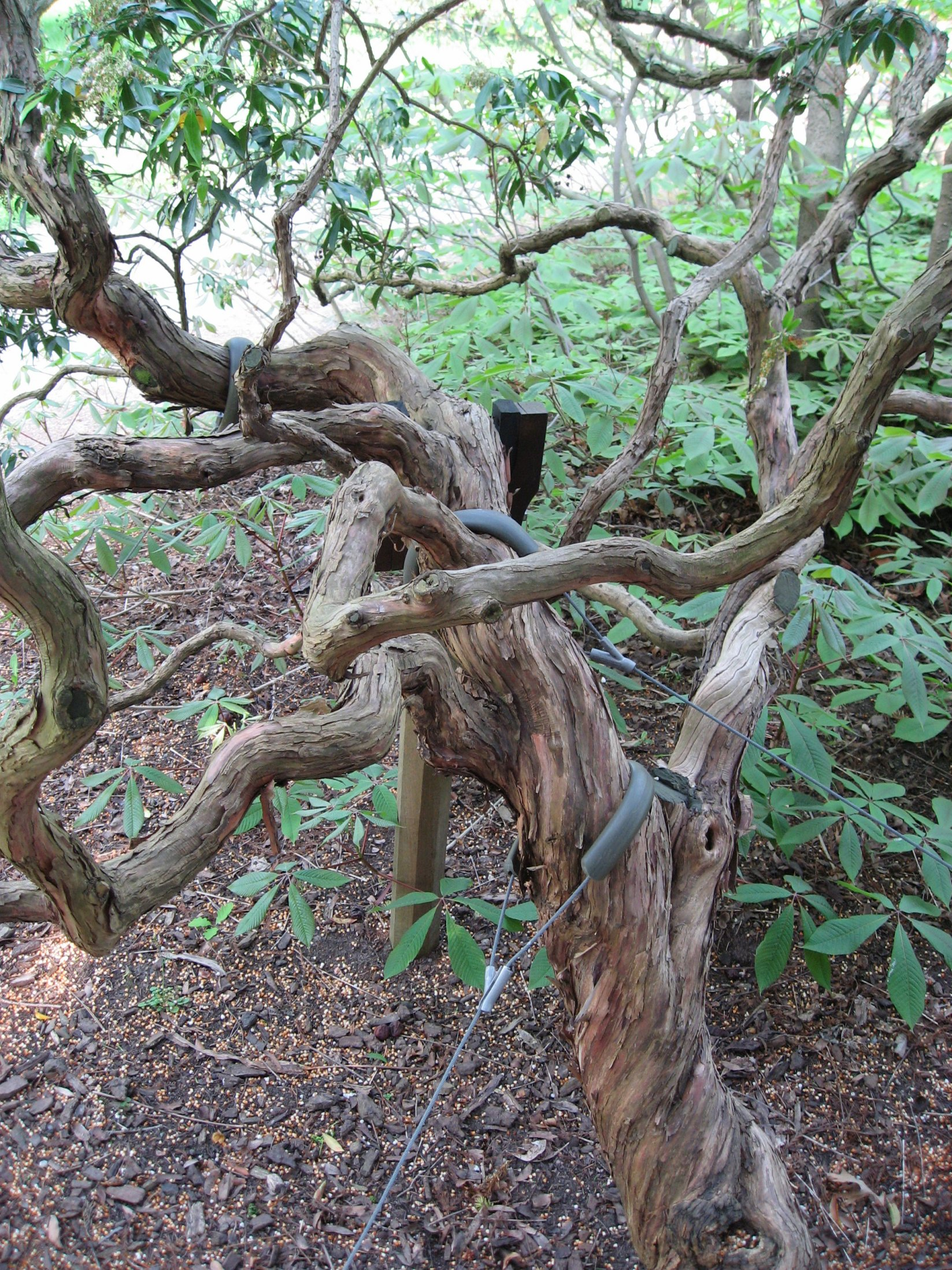
Стовбур